# Aartsbisdom Quito
Het aartsbisdom Quito (Latijn: Archidioecesis Quitensis) is een rooms-katholiek aartsbisdom met als zetel Quito, de hoofdstad van Ecuador. De aartsbisschop van Quito is metropoliet van de kerkprovincie Quito, waartoe ook de volgende suffragane bisdommen behoren:
- Ambato
- Guaranda
- Ibarra
- Latacunga
- Riobamba
- Tulcán

## Geschiedenis
Het aartsbisdom werd opgericht op 8 januari 1546, als het bisdom Quito, uit delen van het bisdom Lima, en was suffragaan aan het aartsbisdom Sevilla. Op 12 februari 1546 wisselde het van kerkprovincie en werd het suffragaan aan het nieuw verheven aartsbisdom Lima. Op 13 januari 1848 werd het verheven tot metropolitaan aartsbisdom. 
Het verloor meermaals gebied bij de oprichting van de bisdommen Cuenca (1786), Maynas (1803), Guayaquil (1838), Ibarra (1862), Portoviejo (1870), het apostolisch vicariaat Napo (1871), de bisdommen Ambato (1948) en Latacunga (1963), en de territoriale prelatuur Santo Domingo de los Colorados (1987). 

## Parochies
Het aartsbisdom had in 2022 een oppervlakte van 11.167 km2 en telde 3.321.012 inwoners waarvan 79,2% rooms-katholiek was.

## Ordinarii

### Bisschoppen
- García Díaz Arias (8 januari 1546 - 1562)
- Pedro de la Peña (15 mei 1565 - 7 maart 1583)
- Antonio Avendaño y Paz (9 maart 1588 - 7 november 1590)
- Luis López de Solís (7 september 1592 - 18 juli 1605)
- Salvador Ribera Avalos (17 augustus 1605 - 1612)
- Hernando de Arias y Ugarte (22 april 1613 - 14 maart 1616)
- Alfonso Santillán Fajardo (23 maart 1616 - 15 oktober 1620)
- Francisco Sotomayor (18 december 1623 - 5 juni 1628)
- Pedro de Oviedo Falconi (10 juli 1628 - 21 augustus 1645; aartsbisschop op persoonlijke titel)
- Agustín de Ugarte y Sarabia (21 oktober 1647 - 6 december 1650)
- Alfonso de la Peña Montenegro (18 augustus 1653 - 1687)
- Sancho de Andrade de Figueroa (15 november 1688 - 1702)
- Diego Ladrón de Guevara (15 september 1704 - 12 juli 1717)
- Luis Francisco Romero (12 juli 1717 - 19 november 1725)
- Juan Gómez de Neva y Frías (19 november 1725 - 21 augustus 1729)
- Andrés de Paredes y Armendáriz (18 juni 1731 - 3 juli 1745)
- Juan Nieto Polo del Aguila (28 november 1746 - 12 maart 1759)
- Pedro Ponce y Carrasco (20 december 1762 - 28 oktober 1775)
- Blas Manuel Sobrino y Minayo (16 december 1776 - 15 december 1788)
- José Pérez Calama (30 maart 1789 - 1 december 1792)
- José Díaz de Lamadrid (3 december 1792 - 4 juni 1794)
- Miguel Álvarez Cortés (22 september 1795 - 1 februari 1801)
- José Cuero y Caicedo (23 december 1801 - 10 december 1815)
  - Miguel Fernández Flórez (hulpbisschop: 10 juli 1815 - 14 april 1817)
- Leonardo Santander y Villavicencio (2 oktober 1818 - 24 mei 1824)
- Manuel de los Santos Escobar (21 mei 1827 - december 1827)
- Rafael Lasso de la Vega (15 december 1828 - 16 april 1831)

### Aartsbisschoppen
- Nicolás Joaquín de Arteta y Calisto (29 juli 1833 - 6 september 1849)
  - José Miguel Carrión y Valdivieso (hulpbisschop: 27 april 1840 - 16 februari 1848)
- Francisco Xavier de Garaycoa Llaguno (5 september 1851 - 2 december 1859)
- José María Riofrío y Valdivieso (22 juli 1861 - 2 april 1867; hulpbisschop sinds 10 maart 1853)
- José María de Jesús Yerovi Pintado (2 april 1867 - 20 juni 1867; coadjutor sinds 25 september 1865)
- José Ignacio Checa y Barba (16 maart 1868 - 30 maart 1877)
- José Ignacio Ordóñez (3 juli 1882 - 14 juli 1893)
- Pedro Rafael González y Calixto (14 juli 1893 - 27 maart 1904; coadjutor sinds 15 juni 1893)
- Federico González y Suárez (14 december 1905 - 3 december 1917)
  - Ulpiano María Pérez y Quiñones (hulpbisschop: 11 januari 1907 - 8 mei 1907)
- Manuel María Pólit y Laso (7 juni 1918 - 30 oktober 1932)
- Carlos María Javier de la Torre (8 september 1933 - 23 juni 1967; kardinaal in 1953)
  - Benigno Chiriboga (hulpbisschop: 15 november 1958 - 5 december 1963)
- Pablo Muñoz Vega (23 juni 1967 - 1 juni 1985; coadjutor sinds 7 februari 1964; kardinaal in 1969)
  - Juan Ignacio Larrea Holguín (hulpbisschop: 17 mei 1969 - 11 juni 1975)
  - Luis Alberto Luna Tobar (hulpbisschop: 17 augustus 1977 - 7 maart 1981)
  - José Gabriel Diaz Cueva (hulpbisschop: 17 augustus 1977 - 7 mei 1986)
  - Emilio Lorenzo Stehle (hulpbisschop: 16 juli 1983 - 5 januari 1987)
- Antonio José González Zumárraga (1 juni 1985 - 21 maart 2003; hulpbisschop 17 mei 1969 - 30 januari 1978, coadjutor sinds 28 juni 1980; kardinaal in 2001)
  - Luis Enrique Orellana Ricaurte (hulpbisschop: 1986 - 26 november 1994)
  - Antonio Arregui Yarza (hulpbisschop: 4 januari 1990 - 25 juli 1995)
  - Carlos Anibal Altamirano Argüello (hulpbisschop: 3 januari 1994 - 14 februari 2004)
  - Julio César Terán Dutari (hulpbisschop: 12 juli 1995 - 14 februari 2004)
- Raúl Eduardo Vela Chiriboga (21 maart 2003 - 11 september 2010; kardinaal in 2010)
  - Segundo René Coba Galarza (hulpbisschop: 7 juni 2006 - 18 juni 2014)
  - Vicente Danilo Echeverría Verdesoto (hulpbisschop: 7 juni 2006 - heden)
- Fausto Gabriel Trávez Trávez (11 september 2010 - 5 april 2019)
- Alfredo José Espinoza Mateus (5 april 2019 - heden)
  - David Israel De la Torre Altamirano (hulpbisschop: 18 oktober 2019 - heden)
  - Ángel Maximiliano Ordoñez Sigcho (hulpbisschop: 17 oktober 2022 -  heden)

## Galerij van afbeeldingen

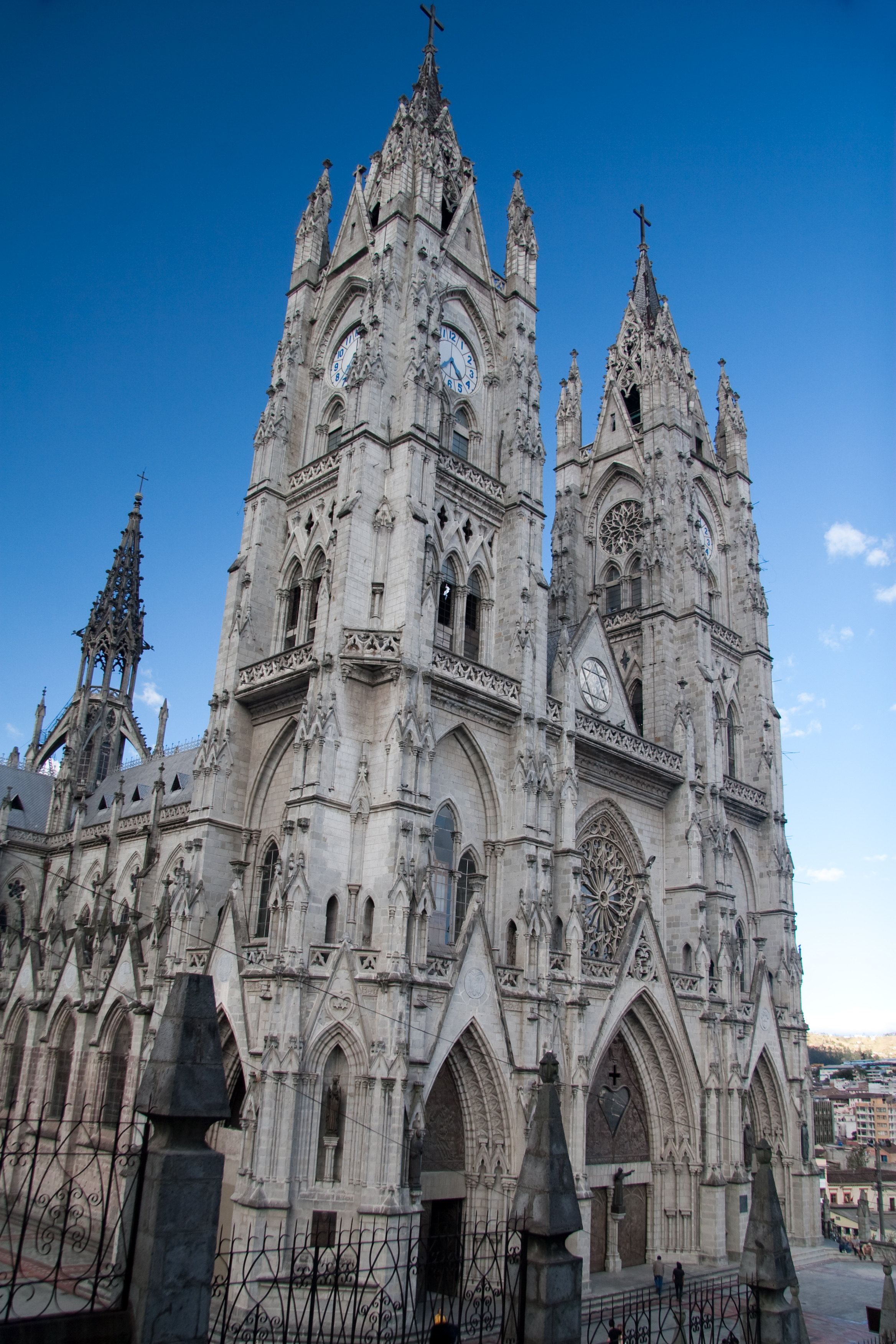
Basílica del Voto Nacional in Quito
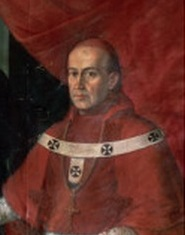
Aartsbisschop Nicolás Joaquín de Arteta y Calisto (1833-1849), eerste aartsbisschop
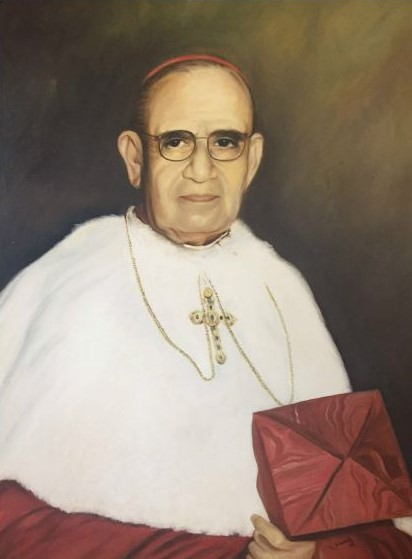
Aartsbisschop Carlos María Javier de la Torre (1933-1967), eerste kardinaal
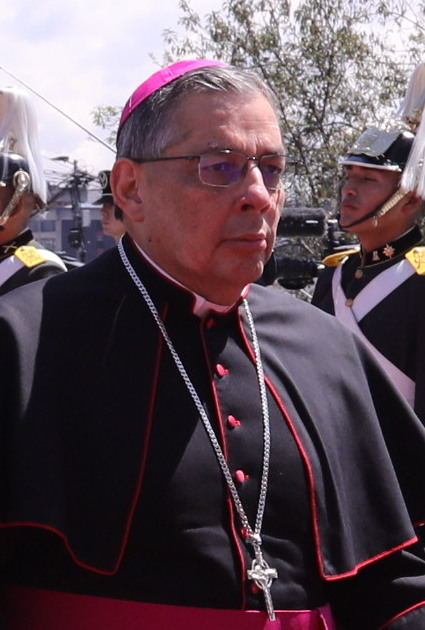
Aartsbisschop Alfredo José Espinoza Mateus (2019-heden)

Quito (aartsbisdom) · Ambato · Guaranda · Ibarra · Latacunga · Riobamba · Tulcán